# Mario Sánchez Negrete
Mario E. Sánchez Negrete (8 de diciembre de 1895-14 de noviembre de 1974) fue un militar argentino, perteneciente a la Armada, que alcanzó el grado de contraalmirante. Se desempeñó como gobernador marítimo del Territorio de la Tierra del Fuego entre 1946 y 1947.

## Biografía
Nació en 1895 e ingresó en la Armada Argentina en 1913 como cadete en la Escuela Naval Militar. Realizó su viaje de instrucción en la fragata ARA Presidente Sarmiento, en su viaje de instrucción XVII. Fue comandante de la cañonera ARA Rosario y director general de Construcciones Terrestres del Ministerio de Marina.
En octubre de 1946, fue designado gobernador marítimo del Territorio de la Tierra del Fuego por el presidente Juan Domingo Perón. Finalizó su mandato en noviembre de 1947. También fue delegado honorario de la Comisión Nacional de Museos y Monumentos Históricos en Tierra del Fuego. En su gestión, se estableció en 1947 el Destacamento de Vigilancia y Seguridad de la Gobernación Marítima con infantes de marina, que desde 1953 sería el Batallón de Infantería de Marina N.º 5 con asiento en Río Grande.
Pasó a retiro en 1950 con el grado de contraalmirante. Falleció en noviembre de 1974.